# Seznam Technických podmínek Ministerstva dopravy
Seznam Technických podmínek Ministerstva dopravy:
| Označení | Název |
| -------- | --- |
| TP 15    | Etapová výstavba netuhých vozovek |
| TP 18    | Ambulantní výroba kationaktivních asfaltových emulzí |
| TP 31    | Katalog energetické náročnosti stavebních silničních materiálů, prací a konstrukcí vozovek                                                                                      |
| TP 37    | Technologický pokyn pro provádění prefabrikovaných a monolitických čel silničních propustků                                                                                     |
| TP 41    | Opravy povrchových poruch betonových konstrukcí pomocí plastbetonu |
| TP 42    | Opravy ocelových nosných konstrukcí silničních mostů |
| TP 43    | Sanace trhlin v betonových spodních stavbách mostů injektáží netradičními materiály                                                                                             |
| TP 51    | Odvodnění silnic vsakovací drenáží |
| TP 52    | Recyklace na místě za tepla u vysprávek (1. část – Oprava podélných spar a trhlin remixerem 300 FRP firmy Wirtgen)                                                              |
| TP 53    | Protierozní opatření na svazích pozemních komunikací |
| TP 54    | Provádění železobetonových desek spřažených s prefabrikovanými nosníky mostů pozemních                                                                                          |
| TP 55    | Snížení spotřeby energií a omezení emisí obaloven živičných směsí |
| TP 57    | Speciální bezpečnostní zařízení na pozemních komunikacích |
| TP 58    | Směrový sloupek |
| TP 61    | Recyklace na místě za tepla u vysprávek (2. část – Vysprávky povrchů s malým recyklerem)                                                                                        |
| TP 62    | Katalog poruch vozovek s cementobetonovým krytem |
| TP 63    | Ocelová svodidla na pozemních komunikacích |
| TP 65    | Zásady pro dopravní značení na pozemních komunikacích |
| TP 66    | Zásady pro označování pracovních míst na pozemních komunikacích |
| TP 67    | Speciální nátěry vozovek kladené pomocí nátěrové soupravy |
| TP 68    | Živičná mezivrstva pod tenké živičné úpravy krytů vozovek |
| TP 70    | Systém hodnocení hmot pro vodorovné dopravní značení |
| TP 72    | Diagnostický průzkum mostů pozemních komunikací |
| TP 73    | Zesilování betonových mostů pozemních komunikací externí lepenou výztuží a/nebo spřaženou železobetonovou deskou. Pokyny pro výpočet.                                           |
| TP 74    | Zesilování betonových mostů pozemních komunikací externí lepenou výztuží a/nebo spřaženou železobetonovou deskou. Technické podmínky.                                           |
| TP 75    | Uložení nosných konstrukcí mostů pozemních komunikací |
| TP 76A   | Geotechnický průzkum pro pozemní komunikace |
| TP 76B   | Geotechnický průzkum pro pozemní komunikace – část B |
| TP 77    | Navrhování vozovek pozemních komunikací – část 1 |
| TP 78    | Katalog vozovek pozemních komunikací |
| TP 79    | Navrhování spřažených ocelobetonových nosných konstrukcí mostů pozemních komunikací                                                                                             |
| TP 80    | Elastický mostní závěr |
| TP 81    | Navrhování světelných signalizačních zařízení pro řízení silničního provozu |
| TP 82    | Katalog poruch netuhých vozovek |
| TP 83    | Odvodnění pozemních komunikací |
| TP 84    | Protikorozní ochrana ocelových konstrukcí |
| TP 85    | Zpomalovací prahy |
| TP 86    | Mostní závěry |
| TP 87    | Navrhování údržby a oprav netuhých vozovek |
| TP 88    | Oprava trhlin v betonových konstrukcích |
| TP 89    | Ochrana povrchů betonových mostů proti chemickým vlivům |
| TP 90    | Používání provizorních mostů z mostové soupravy z MS v civilním sektoru |
| TP 91    | Rekonstrukce vozovek s cementobetonovým krytem |
| TP 92    | Navrhování údržby a oprav vozovek s cementobetonovým krytem |
| TP 93    | Návrh a provádění staveb pozemních komunikací s využitím popílků a popelů |
| TP 94    | Zlepšení zemin |
| TP 95    | Vrstevnaté násypy pozemních komunikací |
| TP 96    | Vysprávky vozovek tryskovou metodou |
| TP 97    | Geotextilie a další geosyntetické materiály v zemním tělese pozemních komunikací                                                                                                |
| TP 98    | Technologické vybavení tunelů pozemních komunikací |
| TP 99    | Vysazování a ošetřování silniční vegetace |
| TP 100   | Zásady pro orientační dopravní značení na pozemních komunikacích |
| TP 101   | Výpočet svodidel |
| TP 102   | Kationaktivní asfaltové emulze |
| TP 103   | Navrhování obytných zón |
| TP 104   | Protihlukové clony podél pozemních komunikací |
| TP 105   | Nakládání s odpady vznikajícími při technologiích používajících asfaltové emulze bez obsahu dehtu                                                                               |
| TP 106   | Lanová svodidla na pozemních komunikacích |
| TP 108   | Zásady pro orientační značení |
| TP 109   | Asfaltové hutněné vrstvy se zvýšenou odolností proti tvorbě trvalých deformací                                                                                                  |
| TP 110   | Používání provizorních mostů „Mabey universal“ |
| TP 111   | Přímé zpracování recyklovatelného asfaltového materiálu do vozovek |
| TP 112   | Studené pěnoasfaltové vrstvy |
| TP 113   | Značky a symboly pro výkresy pozemních komunikací |
| TP 114   | Svodidla na pozemních komunikacích |
| TP 115   | Opravy trhlin na vozovkách s asfaltovým krytem |
| TP 116   | Použití ovoce, trávy a zemin ze silničních pozemků |
| TP 117   | Zásady pro informačně orientační značení na pozemních komunikacích |
| TP 118   | Systém hodnocení reflexních svislých dopravních značek |
| TP 119   | Odrazová zrcadla |
| TP 120   | Údržba, opravy a rekonstrukce betonových mostů pozemních komunikací |
| TP 122   | Grafická metoda navrhování netuhých vozovek pozemních komunikací |
| TP 123   | Zjišťování kapacity pozemních komunikací a návrhy na odstranění kongescí |
| TP 124   | Základní ochranná opatření pro omezení vlivu bludných proudů na mostní objekty a ostatní betonové konstrukce pozemních komunikací                                               |
| TP 125   | Vodicí zařízení. Vodicí retroreflexní prvky |
| TP 126   | Použití R–materiálu smícháním s kamenivem a asfaltovou pěnou pro PK |
| TP 127   | Přezkoušení dávkování sypačů chemických materiálů s automatikou dávkování |
| TP 128   | Ocelové svodidlo NH4 prostorové uspořádání |
| TP 129   | Zkoušení a schvalování svodidel |
| TP 130   | Odrazky proti zvěři |
| TP 131   | Zásady pro úpravy silnic včetně průtahů obcemi |
| TP 132   | Zásady návrhu dopravního zklidňování na místních komunikacích |
| TP 133   | Zásady pro vodorovné dopravní značení |
| TP 134   | Údržba a opravy vozovek s použitím R–materiálu obalovaného za studena asfaltovou emulzí a cementem                                                                              |
| TP 135   | Projektování okružních křižovatek na silnicích a místních komunikacích |
| TP 136   | Povlakovaná výztuž do betonu |
| TP 137   | Vyloučení alkalické reakce kameniva v betonu na stavbách pozemních komunikací                                                                                                   |
| TP 138   | Užití struskového kameniva do pozemních komunikací |
| TP 139   | Betonové svodidlo |
| TP 140   | Dřevoocelové svodidlo |
| TP 141   | Zásady pro systémy proměnného dopravního značení a zařízení pro proměnné provozní informace na PK                                                                               |
| TP 142   | Parkovací zařízení, regulační sloupky, parkovací zábrany, parkovací sloupky, parkovací závory, pollery                                                                          |
| TP 143   | Systém hodnocení přenosných svislých dopravních značek |
| TP 144   | Doporučení pro navrhování nových a posuzování stávajících betonových mostů PK                                                                                                   |
| TP 145   | Zásady pro navrhování úprav průtahů silnic obcemi |
| TP 146   | Povolování a provádění výkopů a zásypů rýh pro inženýrské sítě ve vozovkách PK                                                                                                  |
| TP 147   | Užití asfaltových membrán a výztužných prvků v konstrukci vozovky |
| TP 148   | Hutněné asfaltové vrstvy s přídavkem drcené gumy z pneumatik |
| TP 149   | Zatížitelnost mostů pozemních komunikací |
| TP 150   | Souvislá údržba a opravy vozovek PK obsahujících dehtová pojiva |
| TP 151   | Asfaltové směsi s modulem tuhosti (VMT) |
| TP 152   | Štěrbinové žlaby na pozemních komunikacích |
| TP 153   | Zpevněná travnatá parkoviště |
| TP 154   | Provoz, správa a údržba tunelů pozemních komunikací |
| TP 156   | Mobilní plastové vodicí stěny a ukazatele směru |
| TP 157   | Mostní objekty pozemních komunikací s použitím ocelových trub z vlnitého plechu                                                                                                 |
| TP 158   | Tlumiče nárazu |
| TP 159   | Vodicí stěny |
| TP 160   | Mostní elastomerová ložiska |
| TP 161   | Používání provizorních mostů MMT – 100 |
| TP 162   | Recyklace konstrukčních vrstev netuhých vozovek za studena na místě s použitím asfaltových pojiv a cementu                                                                      |
| TP 163   | Podmínky pro použití a kontrolu zařízení na měření průhybů vozovek pozemních komunikací – srovnávací měření                                                                     |
| TP 165   | Proměnné svislé dopravní značky a zařízení pro provozní informace |
| TP 166   | Ocelové svodidlo Fracasso |
| TP 167   | Ocelové svodidlo NH4 |
| TP 168   | Ocelové svodidlo VOEST – ALPINE |
| TP 169   | Zásady pro označování dopravních situací na pozemních komunikacích |
| TP 170   | Navrhování vozovek pozemních komunikací (všeobecná část, katalog, návrhová metoda)                                                                                              |
| TP 171   | Vlečné křivky pro ověřování průjezdnosti směrových prvků pozemních komunikací                                                                                                   |
| TP 172   | Dopravní informační centra – požadavky na výměnu, zpracování a distribuci dat a informací                                                                                       |
| TP 173   | Použití mostních hrncových ložisek |
| TP 174   | Zásady pro používání dopravních majáčků |
| TP 175   | Stanovení životnosti betonových konstrukcí objektů pozemních komunikací, Změna 1 – Příloha C                                                                                    |
| TP 176   | Hlušinová sypanina v tělese pozemní komunikace |
| TP 177   | Mostní objekty pozemních komunikací s použitím korugovaných plastových trub |
| TP 178   | Izolační systémy mostů pozemních komunikací (polymetylmetykryláty) |
| TP 179   | Navrhování komunikací pro cyklisty |
| TP 180   | Migrační objekty pro zajištění průchodnosti dálnic a silnic pro volně žijící živočichy                                                                                          |
| TP 181   | Hodnocení průchodnosti území pro liniové stavby |
| TP 182   | Dopravní telematika na pozemních komunikacích |
| TP 183   | Diagnostický průzkum mostů pozemních komunikacích postupy monitorování a vyhodnocení koroze výztuží v betonu metodou akustické emise                                            |
| TP 184   | Systém hospodaření s pozemními komunikacemi |
| TP 185   | Ocelové svodidlo ZSSK/H2 |
| TP 186   | Zábradlí na pozemních komunikacích |
| TP 187   | Samozhutnitelný beton pro mostní objekty pozemních komunikací |
| TP 188   | Posuzování kapacity neřízených úrovňových křižovatek |
| TP 189   | Stanovení intenzit dopravy na pozemních komunikacích |
| TP 190   | Ocelové svodidlo ZSODS1/H2 |
| TP 191   | Ocelové svodidlo MS4/H2 |
| TP 192   | Dlažby pro konstrukce pozemních komunikací |
| TP 193   | Svařování betonářské výztuže a jiné druhy spojů |
| TP 194   | Kompozitní materiály pro vybavení objektů pozemních komunikací |
| TP 195   | Otevírací ocelové svodidlo SAB |
| TP 196   | Ocelové svodidlo Varioguard |
| TP 197   | Mosty a konstrukce pozemních komunikací z patinujících ocelí |
| TP 198   | Vylehčené násypy pozemních komunikací |
| TP 199   | Zatížitelnost zděných klenbových mostů |
| TP 200   | Stanovení zatížitelnosti mostů pozemních komunikací navržených podle norem a předpisů platných před účinností EN                                                                |
| TP 201   | Měření a dlouhodobé sledování trhlin v betonových konstrukcích pozemních komunikací                                                                                             |
| TP 202   | Monitorování srážkoodtokových poměrů dálnic a rychlostních silnic |
| TP 203   | Ocelová svodidla (svodnicového typu) |
| TP 204   | Hydrotechnické posouzení mostních objektů na vodních tocích |
| TP 205   | Zásady pro proměnné dopravní značení na pozemních komunikacích |
| TP 206   | Betonové svodidlo kotvené MSK 2007 |
| TP 207   | Experiment přesnosti – Zařízení pro měření povrchových vlastností a průhybů vozovek pozemních komunikací                                                                        |
| TP 208   | Recyklace konstrukčních vrstev netuhých vozovek za studena |
| TP 209   | Recyklace asfaltových vrstev netuhých vozovek na místě za horka |
| TP 210   | Užití recyklovaných stavebních demoličních materiálů do pozemních komunikací |
| TP 211   | Izolační systémy mostů pozemních komunikací (přímopojížděné systémy) |
| TP 212   | Vozovky s cementobetonovým krytem na mostech pozemních komunikací |
| TP 213   | Bezpečnostní protismykové úpravy povrchů vozovek |
| TP 214   | Zesilování betonových mostů pozemních komunikací kompozity |
| TP 215   | Využití modální analýzy pro návrh, posouzení, opravy, kontrolu a monitorování mostů pozemních komunikací                                                                        |
| TP 216   | Navrhování, provádění, prohlídky, údržba, opravy a rekonstrukce ocelových a ocelobetonových mostů pozemních komunikací                                                          |
| TP 217   | Zvýrazňující optické prvky na pozemních komunikacích – orientační sloupky, obrubníkové odrazky, vodicí svítící knoflíky, zvýrazňující blikající knoflíky – zásady pro používání |
| TP 218   | Navrhování zón 30 |
| TP 219   | Dopravně inženýrská data pro kvantifikaci vlivů automobilové dopravy na životní prostředí                                                                                       |